# Городское поселение Пионерский
Городское поселе́ние Пионерский — муниципальное образование в Советском районе Ханты-Мансийского автономного округа Российской Федерации.
Административный центр — посёлок городского типа Пионерский.

## История
Статус и границы городского поселения установлены Законом Ханты-Мансийского автономного округа - Югры от 25 ноября 2004 года № 63-оз «О статусе и границах муниципальных образований Ханты-Мансийского автономного округа - Югры»

## Население
| 2009  | 2010  | 2012  | 2013  | 2014  | 2015  | 2016  |
| ----- | ----- | ----- | ----- | ----- | ----- | ----- |
| 5271  | ↗5390 | ↘5315 | ↘5233 | ↘5175 | ↘5032 | ↘5005 |
| 2017  | 2018  | 2019  | 2020  | 2021  |       |       |
| ↘4957 | ↘4881 | ↘4810 | ↘4781 | ↘4267 |       |       |

## Состав городского поселения
| № | Населённый пункт | Тип населённого пункта      | Население |
| - | ---------------- | --------------------------- | --------- |
| 1 | Пионерский       | пгт, административный центр | ↘4267     |